# Anua amideta
Anua amideta là một loài bướm đêm trong họ Erebidae.